# Audrey Giacomini
Pour les articles homonymes, voir Giacomini.
Audrey Giacomini est une actrice et mannequin française, née le 20 janvier 1986 à Rueil-Malmaison.

## Biographie
D'origine vietnamienne par son grand-père, mi-vietnamien, mi-breton, elle débute par du mannequinat à l'âge de quatre ans et continue à tourner dans des publicités avant de tourner des téléfilms.

## Filmographie

### Cinéma

#### Longs métrages
- 2010 : Mr. Nobody de Jaco Van Dormael : Jeanne adolescente[2]
- 2013 : 24 jours, la vérité sur l'affaire Ilan Halimi d'Alexandre Arcady : Mony
- 2014 : Super Z : Marcelline
- 2016 : Virtual Revolution : Helena
- 2017 : Santa et Cie d'Alain Chabat : la pharmacienne
- 2017 : Ciel rouge d'Olivier Lorelle
- 2024 : Dans la cuisine des Nguyen de Stéphane Ly-Cuong

#### Courts métrages
- 2010 : La Routine de Philippe Benard
- 2011 : Polaroid Song d'Alphonse Giorgi et Yann Tivrier : Lise Nadar
- 2013 : Ceteris Paribus de Jean-Baptiste Dusséaux
- 2015 : French Touch de Cheng Xiaoxing
- 2015 : Mantra : Moon

### Télévision

#### Séries télévisées
- 2009 : Mon père dort au grenier de Philippe Bérenger : Ashley (saison 1, épisodes : 1, 3 à 7, 10, 13 à 18, 20, 25 et 26)[3]
- 2009 : Seconde chance, série : Kimiko Matsuro (épisodes : 146, 148 à 151, 153, 159 et 160)
- 2009 : Drôle de famille ! (ex-Mamans solos) de Stéphane Clavier
- 2010 : Strictement platonique de Stéphane Kopecky : Lili
- 2010 : Julie Lescaut : l'hôtesse Kleen Express
- 2012 : Le Jour où tout a basculé : Jade (épisode B127 Ma fille est une voleuse et une menteuse !)
- 2017 : Kim Kong : Yu Yu
- 2024 : Bugarach : Fanny (Épisode 2)

#### Téléfilms
- 2009 : La Taupe 2 de Vincenzo Marano : Lucie[2],[4],[5]
- 2010 : Ma femme, ma fille, deux bébés de Patrick Voison : Jade
- 2011 : Saïgon, l'été de nos 20 ans de Philippe Venault : Phuong

### Clips
- 2013 : Les Parisiennes de S-Crew
- 2014 : Flume de Aslak Lefèvre pour Branson Hollis
- 2016 : Explanations de TWRR

### Vidéos
- 2023 : 1995 : ENQUÊTE DE POLICE (Chaîne YouTube de Michou) : Maître Kavil[6]